# Orchestrella
Orchestrella är ett släkte av spindlar. Orchestrella ingår i familjen jättekrabbspindlar.
Kladogram enligt Catalogue of Life:
| Orchestrella | \| \| Orchestrella caroli \| \| \| \| \| \| Orchestrella longipes \| \| \| \| |
|              | \| \| Orchestrella caroli \| \| \| \| \| \| Orchestrella longipes \| \| \| \| |
|              | Orchestrella caroli                                                           |
|              |                                                                               |
|              | Orchestrella longipes                                                         |
|              |                                                                               |